# Cantone di La Ciotat
Il Cantone di La Ciotat è una divisione amministrativa dell'arrondissement di Marsiglia.
A seguito della riforma approvata con decreto del 18 febbraio 2014, che ha avuto attuazione dopo le elezioni dipartimentali del 2015, è passato da 2 a 7 comuni.

## Composizione
I 2 comuni facenti parte prima della riforma del 2014 erano:
- La Ciotat
- Ceyreste

Dal 2015 i comuni appartenenti al cantone sono i seguenti 7:
- Carnoux-en-Provence
- Cassis
- Ceyreste
- La Ciotat
- Cuges-les-Pins
- Gémenos
- Roquefort-la-Bédoule